# بيت بوكر
بيت بوكر (بالإنجليزية: Pete Booker)‏ هو لاعب كرة قاعدة أمريكي، ولد في 1886 في ريتشموند في الولايات المتحدة، وتوفي في 22 سبتمبر 1922 في شيكاغو في الولايات المتحدة.